# San Esteban (Córdova)
San Esteban é um município da província de Córdova, na Argentina.